# Mykola-Kulisch-Musiktheater

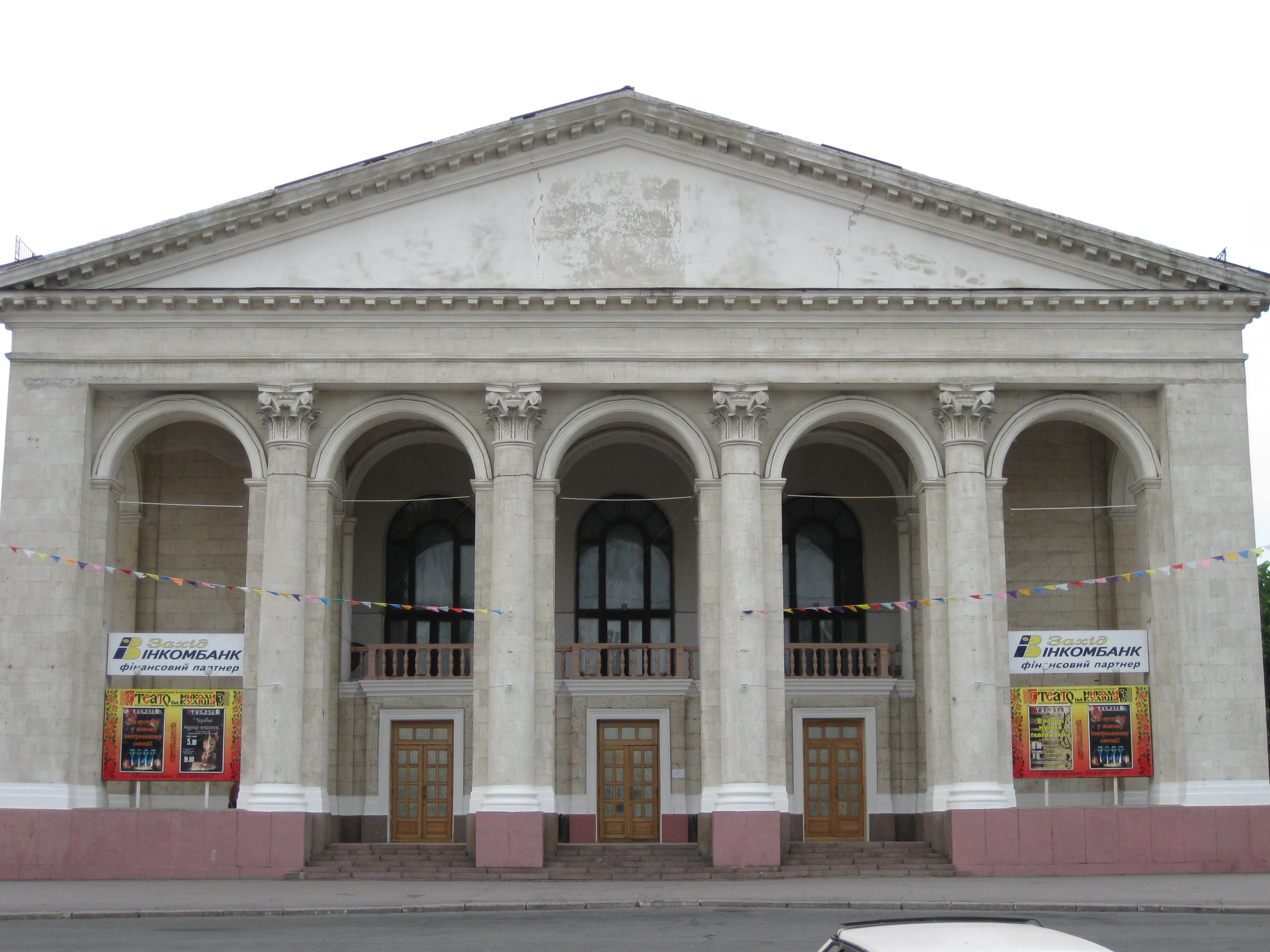
Mykola-Kulisch-Musiktheater (2009)

Das Mykola-Kulisch-Musiktheater (ukrainisch Херсонський обласний академічний музично-драматичний театр імені Миколи Куліша; deutsch Regionales Akademisches Mykola-Kulisch-Theater für Musik und Drama Cherson) ist ein Theaterhaus in der ukrainischen Regionalhauptstadt Cherson. Es steht an der Theaterstrasse im Stadtteil Suworow.
Es ist nach dem ukrainischen Schriftsteller und Dramaturgen Mykola Kulisch (1892–1937) benannt, der aus dem Gebiet von Cherson stammte, als Vorkämpfer der ukrainischen Literatur wirkte und in einem sowjetischen Straflager des Gulag hingerichtet wurde.

## Geschichte
Schon seit den 1830er Jahren bestand in Cherson ein Stadttheater, in welchem unter anderem 1846 der bekannte russische Schauspieler Michail Semjonowitsch Schtschepkin (1788–1863) auftrat. 1883 beschloss der Stadtrat von Cherson den Bau eines neuen Theatergebäudes nach dem Vorbild des Opernhauses von Odessa. Die Baupläne stammten vom Architekten Wlasislaw Dombrowsky. Die Eröffnung des neuen Theaters fand 1889 statt.

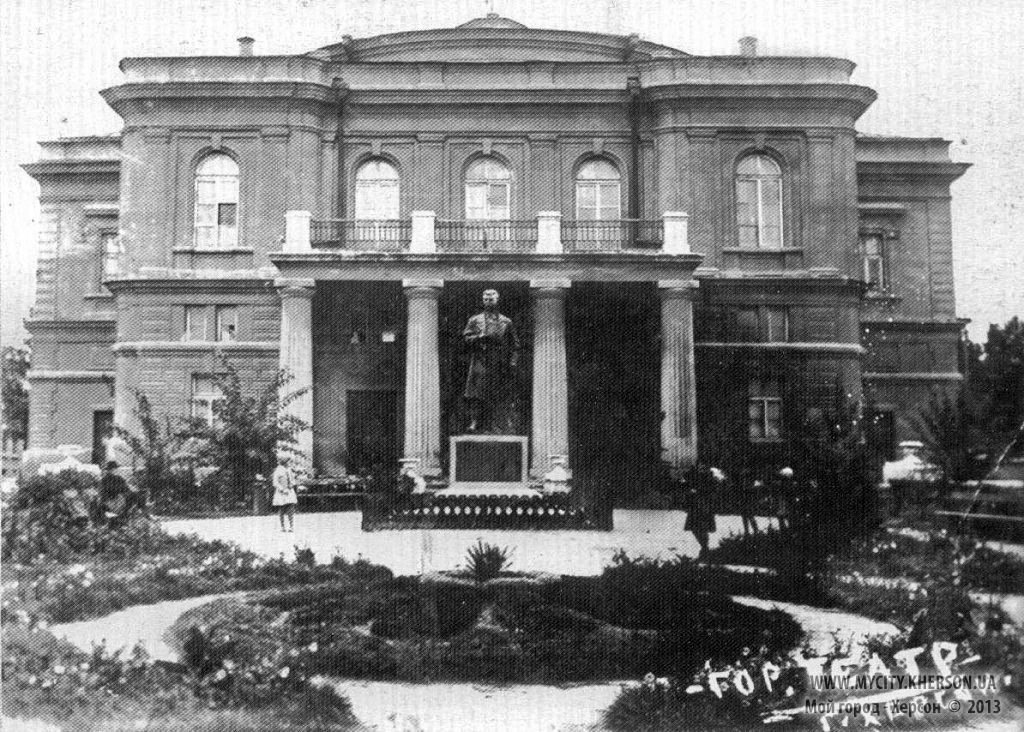
Das alte Theatergebäude 1939

Das 1936 wiederum neu eröffnete Ukrainische Dramatheater Cherson wurde während des Zweiten Weltkriegs zerstört. In den 1950er Jahren entstand das neue Gebäude des Theaters, das später den Namen Regionales ukrainisches Musik- und Dramatheater Cherson erhielt. 1990 kam der Namenszusatz «benannt nach Mykola Kulisch» dazu, und seit 2005 ist die offizielle Bezeichnung der Institution Regionales Akademisches Mykola-Kulisch-Theater für Musik und Drama Cherson.
Von 1989 bis 2022 war Oleksander Knyga der künstlerische Leiter, ab 2004 wirkte Jury Kerpatenko als Chefdirigent des Hauses. Kerpatenko wurde im September 2022 von russischen Okkupationstruppen erschossen, nachdem er sich geweigert hatte, mit der Besatzungsmacht zu kooperieren.